# 아라키스

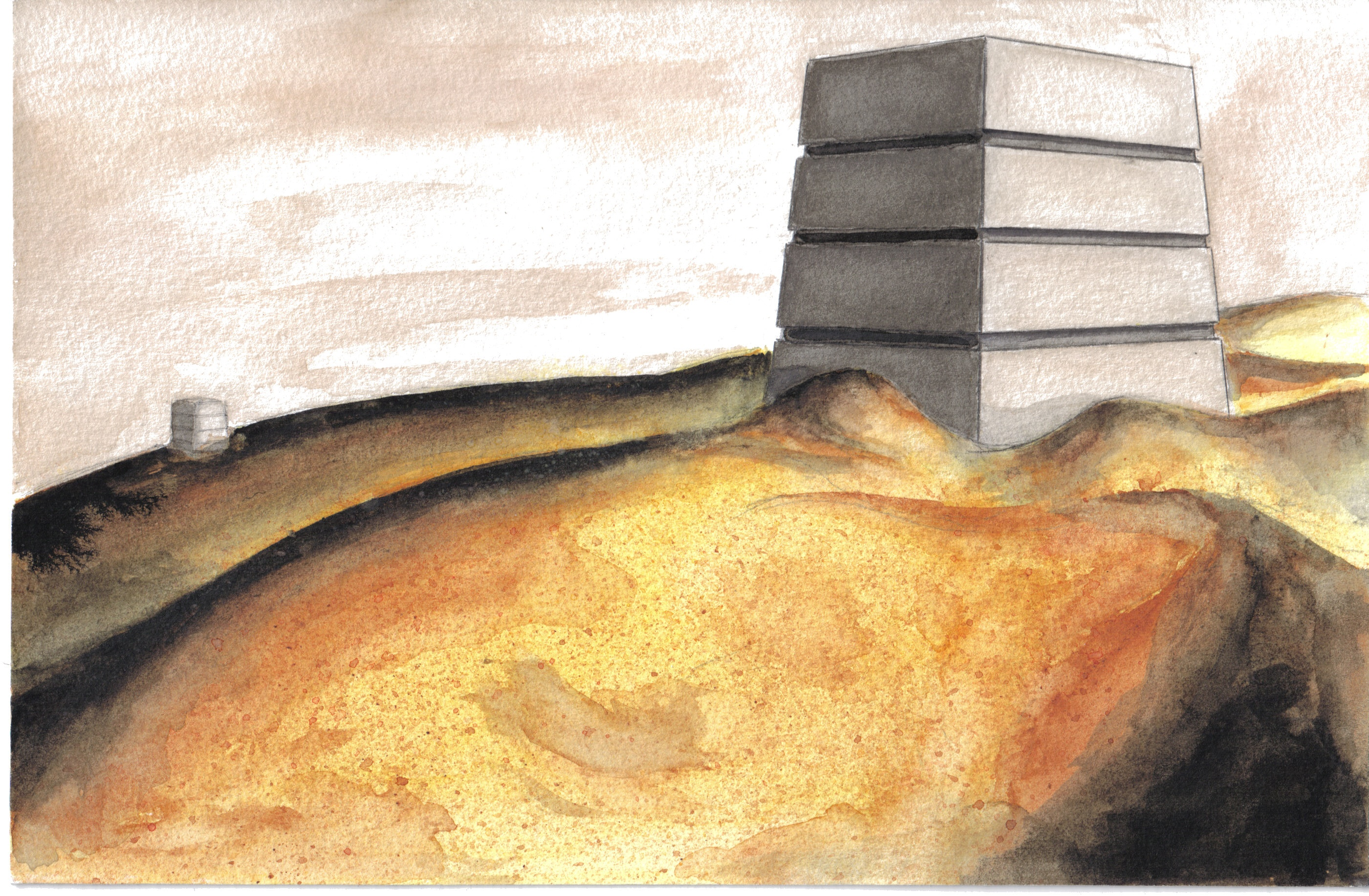

아라키스(영어: Arrakis)는 프랭크 허버트의 소설 《듄》 시리즈에 등장 하는 가상의 사막 행성이다. 1965년 발행된 시리즈의 첫 번째 소설인 《듄》은 역사상 가장 위대한 SF 소설 중 하나로 여겨지며, 때때로 역사상 가장 많이 팔린 SF 소설로 인용되기도 한다.
《듄》에서 아라키스는 프레멘의 고향이며 이후 아트레이드 제국의 제국 수도가 된다. 아라키스는 카노푸스를 도는 세 번째 행성이며 두 개의 위성이 궤도를 돌고 있다.